# Abtdij
De Abtdij is een monumentale boerderij in het Nederlandse dorp Ophemert, provincie Gelderland. Oorspronkelijk was het een bouwhof van de Utrechtse Paulusabdij.
In de 11e eeuw bezat de Paulusabdij reeds diverse goederen in Ophemert. Er werden rentmeesters aangesteld om deze bezittingen te beheren. Onderdeel van deze goederen was een bouwhof met de naam Abtdie. Het voorhuis van de huidige boerderij bevat nog delen van dit middeleeuwse bouwhof, waaronder dikke muren en overkluisde kelders. Ook zijn in de zijgevel nog dichtgemetselde vensters en segmentbogen terug te vinden. Het huis is in 1895 verbouwd, getuige de vermelding van dit jaartal boven de ingang. In de 19e eeuw is tevens een achtervleugel aangebouwd, die parallel aan het voorhuis ligt. De boerderij is gedeeltelijk gepleisterd en wordt afgedekt met een zadeldak.
De gepleisterde schuur met wolfsdak is vermoedelijk uit de 18e eeuw afkomstig. Het bakhuisje zal in de 19e eeuw zijn toegevoegd.
In 2008 is het boerderijcomplex gerestaureerd.